# ラスト・ワルツ (曲)
「ラスト・ワルツ」（The Last Waltz）は、イギリスの歌手エンゲルベルト・フンパーディンクが1967年に発表した楽曲。
作詞作曲はバリー・メイソンとレス・リード。リードは編曲も担当した。1967年8月18日にシングルとして発表。B面は「その約束は（That Promise）」。同年9月6日から10月4日にかけて5週連続で全英シングルチャートの1位を記録した。
他国のチャートの記録は以下のとおり。ビルボード Hot 100は25位、ビルボード・イージーリスニング・チャートは6位、アイルランドは1位、オーストラリアは1位、ニュージーランドは1位、南アフリカは1位、西ドイツは14位。
ライブ・バージョンは『Live and S.R.O. at the Riviera Hotel, Las Vegas』（1971年）、『Live in Japan』（1975年）、『It's All in the Game』（2001年）などで聴くことができる。

## カバー・バージョン
- ミレイユ・マチュー - 1967年のシングル。フランス語詞。タイトルは「La Dernière Valse」。
- ファウスト・チリアーノ - 1967年のシングル「Gerusalemme Gerusalemme 」のB面。イタリア語詞。タイトルは「L'ultimo valzer」[4]。
- ペトゥラ・クラーク - 1968年のアルバム『The Other Man's Grass Is Always Greener』に収録。
- ザ・ハプニングス・フォー - 1969年のアルバム『クラシカル・エレガンス バロック&ロール』に収録[5]。
- コニー・フランシス - 1969年のアルバム『Connie Francis Sings the Songs of Les Reed』に収録。
- 尾崎紀世彦 - 1971年のアルバム『尾崎紀世彦ファースト・アルバム』に収録。
- 小野リサ - 2003年のアルバム『ダン・モニール』に収録。フランス語版の「La Dernière Valse」をカバー[6][7]。